# 巴內特 (喬治亞州)
巴內特（英語：Barnett）是位於美國喬治亞州沃倫縣的一個非建制地區。該地的面積和人口皆未知。

## 地理
巴內特的座標為33°30′14″N 82°48′28″W / 33.50389°N 82.80778°W，而該地的平均海拔高度為196米（即643英尺）。